# Chůdy

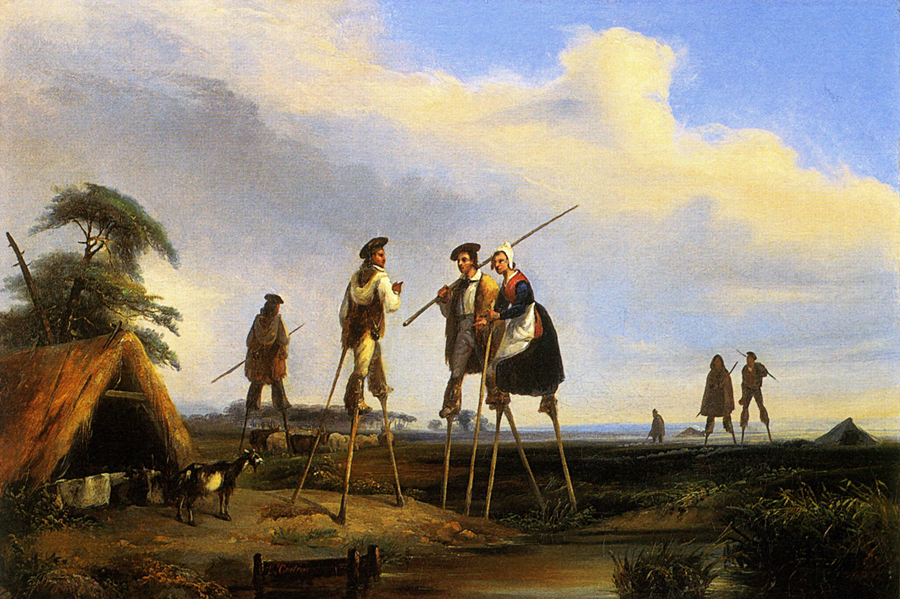
Ovčáci

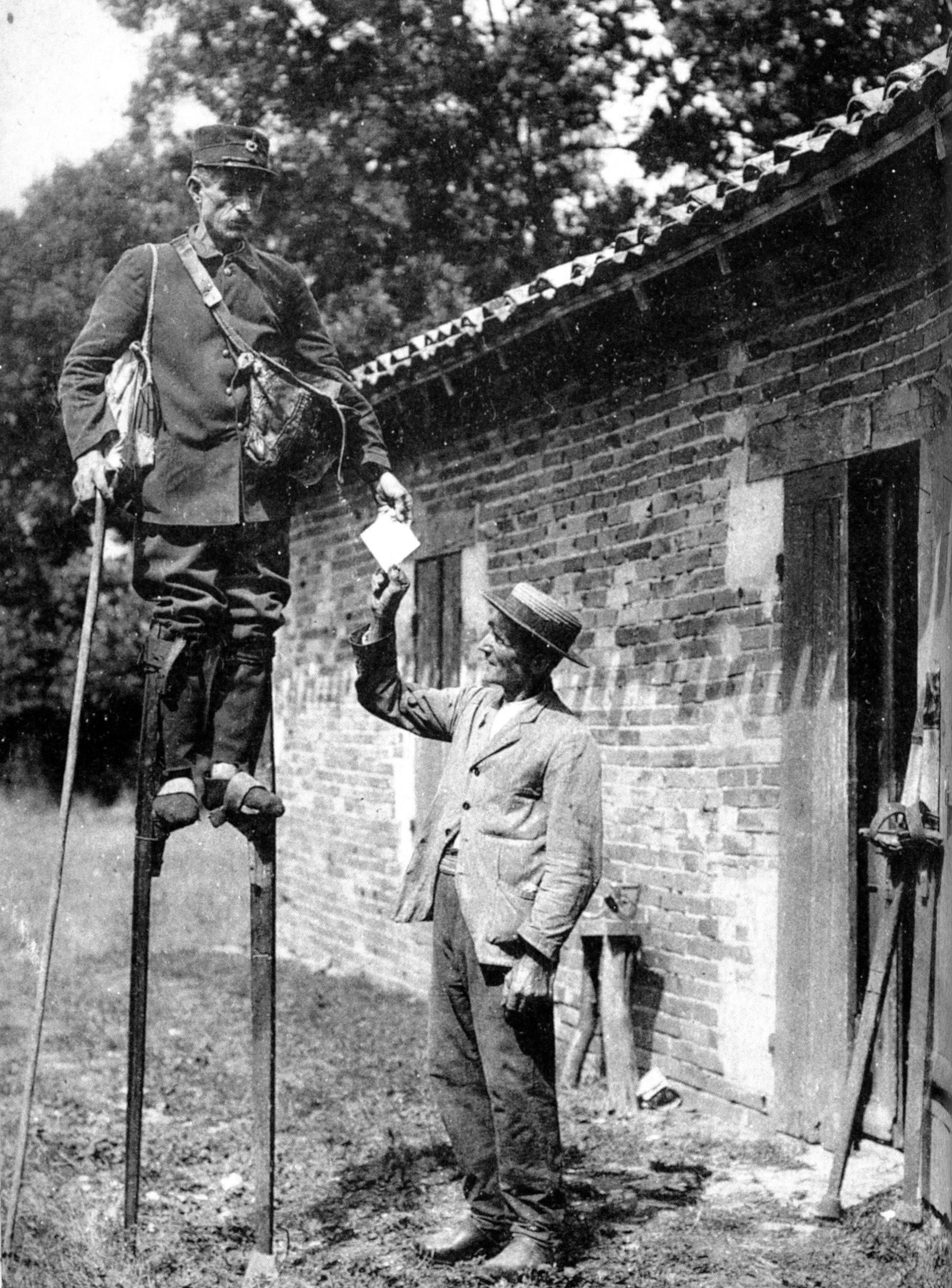
Pošťák

Chůdy jsou dřevěné tyče, hranoly nebo hole, které umožňují, aby člověk stál v určité výšce nad zemským povrchem. Chůdy určené pro chůzi jsou hranoly vybavené stupátky pro stání na nohách nebo řemeny pro uchycení chůd k nohám. Pro konstrukce budov se používá podobné zařízení nazývané pylony.

## Typy chůd

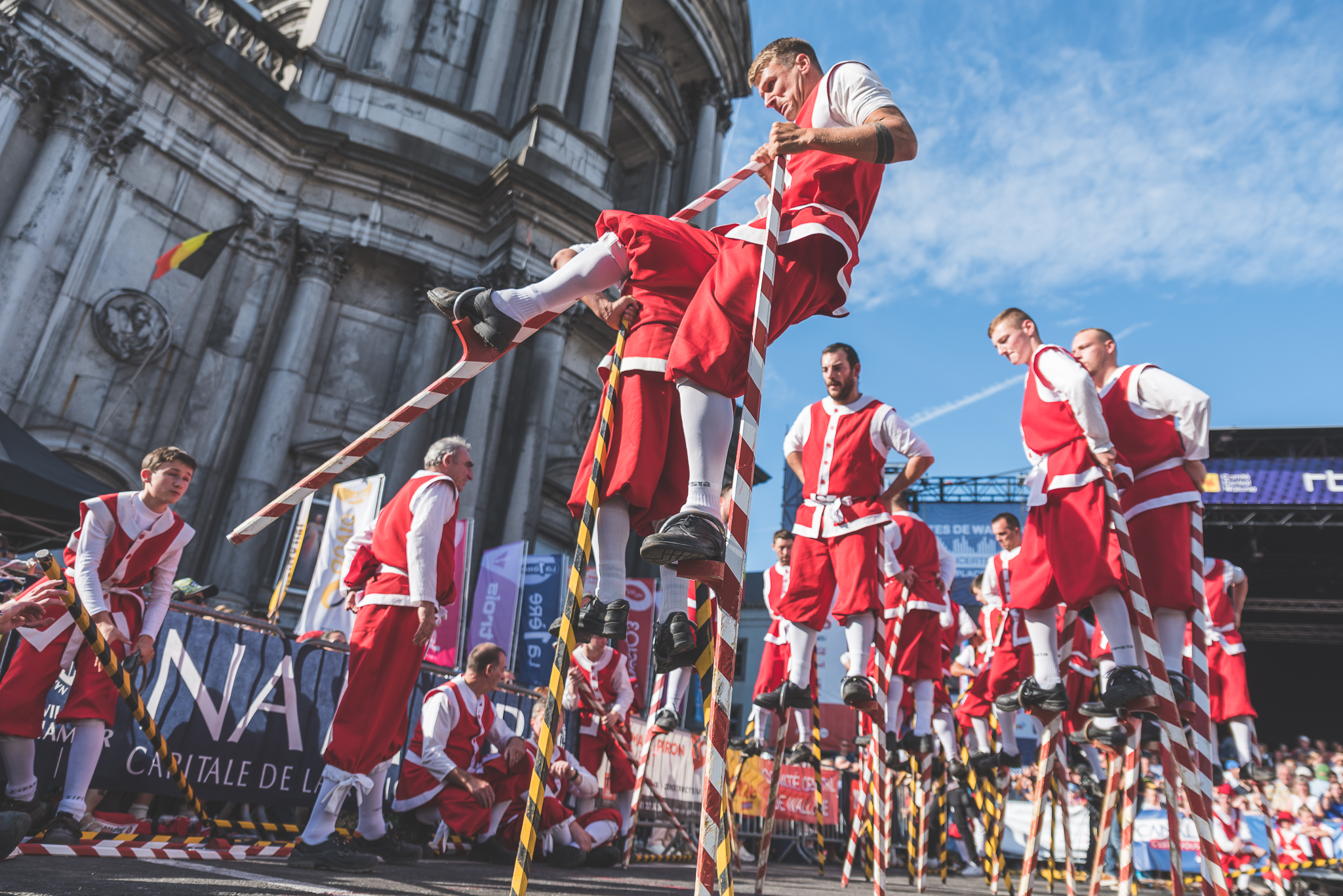
Bitva na chůdách v Namuru

### Chůdy s ručním držením
Chůdy s ručním držením se skládají z hranolu, stupátka a někdy i z provázku k jejich upevnění na nohu. Často se jedná jen o dětské hračky, na rozdíl od jiných typů chůd se tyto nedají schovat pod oblečení.

### Pevné chůdy
Pevné chůdy jsou známé také jako čínské chůdy, jedná se o nejznámější chůdy používané profesionály. Tyto chůdy jsou připevněny pásem k noze, kotníku a kolenu, chodci dávají velkou ohebnost a pružnost. Lehké chůdy umožňují chodci velkou obratnost, rychlou chůzi i možnost rychlých změn směru jako např. při tanci.

### Skákací chůdy
Skákací chůdy, též skákací boty jsou hliníková konstrukce, doplněná sklolaminátovou pružinou. Na těchto moderních chůdách lze běhat rychlostí 40 km/h či skákat přes 2 metry do výšky.

## Práce a běžný život
Obyvatelé bažinatých nebo zatopených oblastí často používají chůdy k praktickým činnostem jako jsou práce v močálech a bažinách nebo brodění rozvodněných řek. Ovčáci z regionu Landes v jižní Francii používají chůdy pro sledování celého svého stáda. Soutěže v chůzi na chůdách v Landes jsou uznány jako nehmotné kulturní dědictví Francie. V letech 1892 až 1895 se v Bordeaux pořádaly soutěže v chůzi na dlouhých tratích. Pekař z Arcachonu Sylvain Dormon během světové výstavy v Paříži v roce 1889, vyšel za obrovského zájmu diváků do druhého patra tehdy nově otevřené Eiffelovy věže. Dornon, inspirován hrdinskými činy ruských chodců té doby, kteří se snažili dostat z Moskvy do Paříže v co nejkratším čase, se rozhodl pro túru na chůdách z Paříže do Moskvy. Na cestu se vydal 12. března 1891 z Place de la Concorde před davem tisíců diváků. Na chůdách vysokých 1,10 metru (měřeno po kotníky) došel do Moskvy za 58 dní. Průměrně ušel denně 50 km a do Moskvy dorazil 10. května 1891.
Hliníkové chůdy jsou používané ovocnáři v Kalifornii k česání a údržbě broskvových, švestkových a meruňkových stromů. Chůdy bývají také používány při umývání rozlehlých oken, opravám doškových střech a k údržbám stropů.
Mezi řemeslníky jsou chůdy nejčastěji používány při stavění sádrokartonů nebo dodělávání fasád.
Na místních fiestách v Anguiano (oblast La Rioja, Španělsko) jsou tančeny tance na chůdách. Dále jsou chůdy na tance a chození používány na festivalech v Deventeru, v Nizozemsku a v Namuru, v Belgii.